# 국제가치평가사
국제가치평가사 혹은 국제공인가치평가사(ICVS ; International Certified Valuation Specialist)는 IACVS(The International Association of Consultants, Valuators and Analysts→국제가치평가사협회)에서 발급하는 가치평가 자격증(Valuation Credential)이다. 
ICVS는 기업·기술가치평가사(or 변리사, 감정평가사, 공인회계사)자격(한국의 경우)과 2년이상의 가치평가 관련 경력 및 경영학석사(MBA) 혹은 그와 동등한 학위가 요구되고, 지정된 교육과정을 이수해야 하며, 300문제의 영문 객관식 시험(5시간)과 IACVS에서 제공하는 Case를 바탕으로 국제기준에 준한 기업 혹은 기술의 가치평가보고서를 작성하여 제출하는 2단계 시험을 통과해야 ICVS 자격증이 부여된다.
또한, 자격이 수여된 시점부터 계산하여 3년을 주기로 각국의 Charter에서 인정하는 과정의 보수교육(CPE)을 이수하고 자격을 갱신하여 전문성을 유지하여야 한다. 과거에는 Paper(Paper Based Test, PBT)로 시험을 시행하였으나 최근 전용 사이트를 개설, 온라인 시험(Computer Based Test, CBT)로 응시형식이 변경되었다. ICVS의 최종 합격률은 약 30%이상으로 추산된다.
최근 ICVS-A라는 심화 자격을 새로 발표하였으나 이는 ICVS와는 완전히 별개의 자격증으로 ASA,CVA,CBA,ABV 등 타 가치평가 자격증 보유자에 오픈되어있다는 특징이 있다.

## 커리큘럼

### UFA
- 소개(Introduction)
- 가치평가의 이론(Principles of Valuation)
- Financial Analysis and Generation of Economic / Normalized Financial Statement
- Estimating Future Income
- 자본화율/할인율(Capitalization / Discount Rates)
- 가치평가 접근방법(Commonly Used Methods of Valuation)
- 가치평가의 할인 및 프리미엄(Valuation Discounts and Premiums)
- IACVA 전문가 기준 및 가치평가용어(IACVA Professional Standards and Int’l Glossary of Business Valuation Terms)
- 국가별 정보(Country Specific Information)

### 무형자산과지적재산권
- How identifying intangibles leads to corporate transparency
- 전문가 기준(Professional standards – IAS, FAS, IFRS, IVS)
- 가치동인,무형자산파악(Value drivers, identifying intangibles)
- 무형자산의 유형과 특허, 저작권, 트레이드마크(Legal aspects – patents, copyrights, trademarks Categories and types of intangibles)
- 가치평가 접근법(Common approaches to valuation, including types of value)
- 현금흐름할인법(DCF for IA/IP)
- 시장접근법 및 비용접근법(The Market Approach and the Cost Approach for IA/IP)
- 자본화율/할인율(Discounts and Premiums)
- Special applications for
- 브랜드(Brands)
- 시스템과 소프트웨어(Systems and software)
- 기업결합(Business combinations)
- Impairment testing

## 관련 단체

### IACVS®(국제가치평가사협회)
국제가치평가사협회(IACVS)는 국제평가기준위원회(IVSC) 회원기관으로 기업 및 무형자산 가치평가 전문가들을 지원하기 위해 설립된 무형자산 평가 지원기관이다.
2020년 기준으로, 본부(Headquarter)인 캐나다를 비롯해 대한민국, 이스라엘, 말레이시아, 싱가포르, 아프리카 등에 Charter가 있다. 한때 미국, 중동,유럽 등의 대형 Charter가 있었으나 다른 협회(NACVA-GACVA)로 편입되어 운영되고 있다.
이중 IACVS의 설립에 참여했던 미국 NACVA는 IACVS와 분리이후 유럽 Charter인 EACVA를 필두로 GACVA를 설립하여 미국 내 개별 자격인 미국공인가치평가사(CVA®)의 글로벌화를 이끌고 있다.

### IACVS-Korea(한국기업·기술가치평가협회)
한국기업·기술가치평가협회(KVA)는 2002년 국제가치평가사협회(IACVS)의 멤버로 참여하여 ICVS 자격시험을 대행하고 있다. 2010년 12월에는 국제가치평가사협회(IACVS)와 공동으로 The IACVA Asian-Pacific Conference on Valuation and IFRS를 개최하였고, 2015년까지 총 9기의 교육과 자격시험을 실시하여 약 50여명의 ICVS가 활동하고 있다.

## 같이 보기
- 전문 인증
- 국제재무분석사(CFA)
- 국제재무설계사(CFP)
- 국제공인투자분석사(CIIA)
- 미국공인기업감정사(ASA)
- 미국공인가치평가사(CVA)
- 국제재무위험관리사(FRM)
- 국제공인경영컨설턴트(CMC)
- 미국 세무사(EA)
- 프로젝트 관리 전문가(PMP)
- 최고재무책임자
- 경영학 석사
- 기업·기술가치평가사
- 지식 재산권
- 특허
- 저작권
- 세계 지식 재산권 기구